# Наска, Козма
Козма Наска (алб. Kozma Naska; 1921, Берат — 23 января 1944, близ Тираны) — Народный Герой Албании (алб. Hero i Popullit).
Видный деятель Албанского освободительного движения.

## Биография
Родился в патриотической семье. Работал плотником в Эльбасане.
В 1942 году стал членом Союза коммунистической молодежи и лидером рабочей и антифашистской молодежи Эльбасана. Член Албанской партии труда с 1942 года.
В годы Второй Мировой войны руководил партизанским отрядом, совершившим ряд смелых операций и диверсий против оккупантов, созданием советов Народной власти на освобождённых территориях. Комиссар первого батальона 2-й штурмовой бригады с 1943 года, который после его гибели получил название «Козма Наска». Отличался мужеством и храбростью во многих боях.
Пал смертью героя в бою против жандармского отряда между деревнями Брар и Феррадж близ Тираны 23 января 1944 года.

## Память
- В Эльбасане установлен памятник герою. Его именем названа улица.
- Про героя был снят фильм по сценарию Димитера Хувани, режиссером Спиро Дуни, и создан роман «Как вырос комиссар», написанный академиком Бедри Деджа.